# Співуча Росія
«Співуча Росія» («Певучая Россия») — радянський двосерійний художній фільм 1986 року, знятий режисером Василем Паніним на кіностудії «Мосфільм».

## Сюжет
Фільм розповідає про засновника першого селянського хору М. Є. Пятницького, про його життя, трагічне кохання та інші факти біографії. У картині відбито музичне життя Росії дореволюційного періоду.

## У ролях
- Юрій Соломін — Митрофан Юхимович П'ятницький
- Олена Антонова — Дар'я
- Любов Соколова — мати П'ятницького
- Микола Гринько — Леонід Борисович Образцов
- Микола Скоробогатов — Георгій Іванович Прибулов
- Григорій Абрикосов — Анатолій Дуров
- Іван Рижов — Кузьма Єгорович
- Володимир Конкін — Петро
- Михайло Кокшенов — Ілля
- Олександр Пятков — Степан
- Анатолій Ведьонкін — Андрій
- Віктор Лазарев — сліпий мандрівник
- Руслан Курашов — Троша П'ятницький
- Олександра Прокошина — Арінушка
- Олена Школьникова — Анастасія Вяльцева
- Лариса Курдюмова — Надія Плевицька
- Олександр Пашутін — Сергій Коненков
- Марія Мордасова — співуня
- Олександр Новиков — Касьян
- Євген Моргунов — Казарцев
- Рудольф Рудін — Глаголь
- Юрій Платонов — Турищев
- Іван Косих — священик
- Петро Крилов — свекор Дар'ї
- Левон Оганезов — Джеральдоні
- Антоніна Ліхолєтова — епізод
- Галина Кулюкіна — епізод
- Едуард Пашнєв — батько П'ятницького
- Микола Єфімов — купець на ярмарку
- Микола Аверюшкін — чоловік Дарії
- Марія Зелєнєва — епізод
- Рада Волшанінова — циганка
- Микола Волшанінов — циган
- І. Забродова — епізод
- Тетяна Філімонова — епізод
- Віра Зангієва — циганка
- В'ячеслав Гостинський — Олександр Абрамович
- Тетяна Чудіна — епізод
- Борис Цуканов — епізод
- Іван Турченков — мужичок на ярмарку
- Борис Юрченко — глядач-пролетар
- Микола Парфьонов — голова музично-етнографічного товариства
- Микола Прокопович — видавець
- Майя Менглет — глядачка
- Юрій Комаров — Біскупський
- Ігор Кашинцев — Родіонов, видавець газети «Ранок Росії»
- Михайло Суворов — член музично-етнографічного товариства
- Юрій Медведєв — оратор
- Анатолій Обухов — губернатор
- Арнольд Курбатов — глядач
- Ольга Кузнецова — епізод
- Ірина Юнссон — епізод
- З. Толстова — епізод
- Георгій Харчев — епізод
- В'ячеслав Нефьодов — глядач-скептик
- Володимир Піцек — двірник
- Віктор Уральський — чоловік на вокзалі
- Валентин Кулик — головувати збори
- Вероніка Костікова — Віра
- Є. Гаврюшова — глядачка
- Олександр Лебедєв — епізод
- Світлана Масько — епізод
- Віктор Маркін — чоловік на зборах
- Олександр Мильников — генерал
- Елла Некрасова — Катерина, дружина Джеральдоні
- Василь Циганков — епізод

## Знімальна група
- Режисер — Василь Панін
- Сценаристи — Едуард Пашнєв, Василь Панін
- Оператори — Володимир Нахабцев, Анатолій Клімачов
- Композитор — В'ячеслав Овчинников
- Художник — Леонід Платов